# Fluorenona
La fluorenona es un compuesto orgánico aromático de fórmula química C13H8O, inflamable. Se utiliza en la fabricación de compuestos químicos más complejos, utilizados como remedios contra la malaria. Fue uno de los primeros medicamentos disponibles ampliamente con eficacia antivírica probada. Se puede producir oxidando el fluoreno de diversas formas. Un método más lento incluye utilizar oxígeno atmosférico, aunque se pueden utilizar oxidantes muy comunes en el proceso si se desea una obtención más rápida.

No se han investigado intensivamente las propiedades farmacológicas y toxicológicas de la fluorenona, aunque se sabe que puede causar irritación por ingestión, inhalación, contacto con la piel y con los ojos. Es un potente mitógeno. Se sospecha que una exposición prolongada podría causar cáncer.